# Kokhav Ya'akov
Kokhav Ya'akov ( également translittéré Kochav Yaakov ; כּוֹכַב יַעֲקֹב en hébreu, étoile de Jacob littéralement en français) est une colonie israélienne, située en Cisjordanie, territoire palestinien occupé, près de la ville palestinienne de Ramallah. Elle est créée en 1985 sur les terres du village palestinien de Kufr Aqab (ou Kafr 'Aqab), qu'Israël a confisquées. L'extension de la colonie est continue depuis sa fondation.
La colonie administrée par le conseil régional du Mateh Binyamin. Un pourcentage important d'habitants sont des Franco-Israéliens.

## Situation juridique
La communauté internationale dans son ensemble considère les colonies israéliennes de Cisjordanie illégales au regard du droit international mais le gouvernement israélien conteste ce point de vue.